# Pleolophus suigensis
Pleolophus suigensis là một loài tò vò trong họ Ichneumonidae.